# Glückauf-Brauerei (Gelsenkirchen)
Die Glückauf-Brauerei war eine Brauerei in Gelsenkirchen-Ückendorf, die von 1887 bis 1980 produzierte.

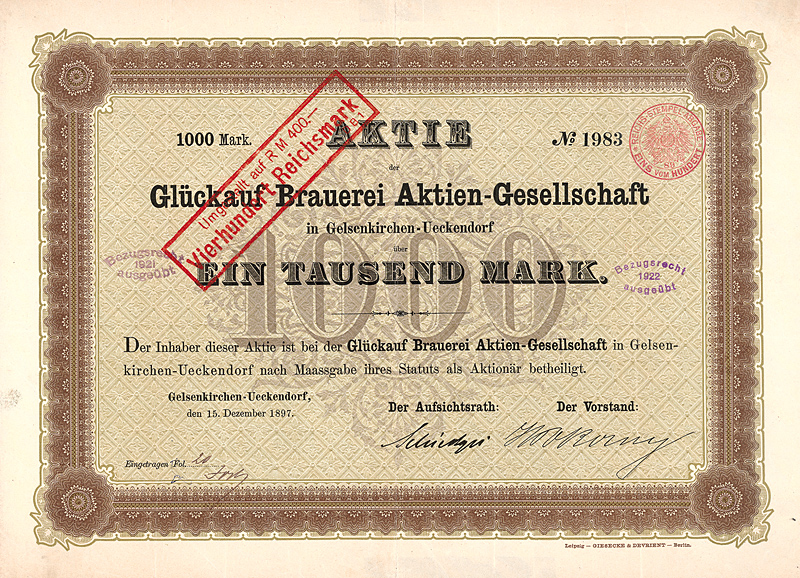
Aktie über 1000 Mark der Glückauf Brauerei AG vom 15. Dezember 1897

Aus der ca. 1886 gegründeten Kommanditgesellschaft Brauerei „Glückauf“, Fritz Schulte im Hofe, Pokorny & Co. entstand zum 16. Mai 1895 die „Glückauf“ Brauerei Aktiengesellschaft. Die Produktionsanlagen der Brauerei befanden sich an der heutigen Leithestraße (Hausnummern 63–75 und 72–84). Der ältere Betriebsteil östlich der Straße (mit Verwaltung und Direktorenvilla) gehörte zur 1903 nach Gelsenkirchen eingemeindeten Gemeinde Ückendorf, der jüngere westlich der Straße befand sich auf einem noch bis 1926 zur Gemeinde Leithe gehörenden Flurstück. Der Ursprungsbau wurde 1886/1887 errichtet; zwischen 1907 und 1915 führte der bekannte Gelsenkirchener Architekt Josef Franke verschiedene Erweiterungs- und Umbauten durch, darunter Treber- und Trockenanlage (1907), Ladehalle und Haupttor (1910), Verwaltungsgebäude (1911) und der Umbau der Direktorenvilla (1914–1915).  
Im Jahr 1928 ging die Glückauf-Brauerei AG eine Interessengemeinschaft mit der Dortmunder Ritter-Brauerei AG ein, die über Jahrzehnte Hauptaktionärin blieb. Die in diesem Vertrag garantierten Dividenden für die Glückauf-Aktien und die allgemein rückläufigen Umsätze brachten im Verlauf der Weltwirtschaftskrise finanzielle Probleme mit sich, zur Kostensenkung wurde spätestens im Geschäftsjahr 1930/1931 erstmals ein Teil des Glückauf-Biers in Lohnbrauerei bei Ritter in Dortmund produziert.
Der Abschluss eines Beherrschungsvertrages mit der Schultheiss-Brauerei erfolgte 1971. 1980 wurde die Glückauf-Brauerei in den Konzern der Brau & Brunnen AG eingegliedert und der Betrieb in Gelsenkirchen zum 27. März 1980 stillgelegt.
Mit einer maximalen Jahresproduktion von 180.000 Hektolitern zählte sie zeitweise zu den größten Brauereien des Ruhrgebiets.
Alle Produktionsgebäude wurden nach 1980 abgerissen, ein Teil des Geländes wurde mit einer großen Wohnanlage bebaut. Erhalten blieb allein die benachbarte einstige Hausgaststätte der Brauerei, der sog. Glückaufkeller im Erdgeschoss eines stattlichen Mehrfamilienwohnhauses an der Ecke Leithestraße / Halfmannsweg, erbaut um 1909 ebenfalls nach einem Entwurf von Josef Franke.